# Fopius rufotestaceus
Fopius rufotestaceus är en stekelart som först beskrevs av Granger 1949.  Fopius rufotestaceus ingår i släktet Fopius och familjen bracksteklar. Inga underarter finns listade i Catalogue of Life.